# Peugeot 301
La 301 è un'autovettura di fascia medio-alta prodotta tra il 1932 e il 1937 dalla casa francese Peugeot.

## Storia
La 301 nacque come sostituta dei modelli Type 177 e 181, ma in realtà era già da alcuni anni che nel listino Peugeot non figurava una vettura di classe media di cilindrata intorno al litro e mezzo. La Type 177 infatti era fuori produzione già dal 1928, pertanto, più che di sostituta, per quanto riguarda la 301 si può parlare di vettura che tornava a rinverdire una fascia un po' trascurata in quegli anni dalla Casa francese. La 301 era una vettura piuttosto elegante che nel corso della sua produzione avrebbe riscosso un buon successo di vendite. La 301 andava a posizionarsi subito sopra la 201 nella gamma Peugeot e come la 201 fu disponibile subito in più varianti. Le prime 301 prodotte erano le 301 C, prodotte tra il marzo 1932 e l'agosto 1933 in moltissime varianti di carrozzeria, che si possono riassumere in: berlina, limousine, coupé, cabriolet e roadster. Ebbe subito un buon successo visto che nel giro di poco più di un anno di produzione, la 301 C totalizzò 20.729 esemplari. Ma già dal mese di luglio del 1932, pochi mesi dopo il suo debutto, la gamma della 301 si arricchì con l'arrivo della 301 M, disponibile in versione familiale a più posti o in versione commerciale.
La 301 M fu sostituita nel gennaio del 1933 dalla 301 L, anch'essa disponibile nelle due precedenti configurazioni di carrozzeria, e fu prodotta fino al mese di agosto del 1933, come le altre 301 C. Contemporaneamente alla 301 L fu lanciata anche la 301 T, un vero e proprio autocarro su base 301 C, pensato per i trasporti voluminosi. Anche la 301 T fu prodotta fino al mese di agosto del 1933.
A partire dall'agosto 1933 la 301 C fu sostituita dalla 301 CR, dalle forme più arrotondate rispetto alla versione precedente e disponibile praticamente in tutte le versioni del modello precedente, tranne la limousine, che assieme ad altri modelli di 301 era prevista solo nel modello 301 LR, un livello di allestimento superiore, comprendente quelle 301 destinate a un pubblico più esigente. La 301 LR era disponibile come limousine a 7 posti, praticamente una familiale, ma anche come vettura commerciale (che andò a prendere il posto della 301 L) e come coupé in allestimento più lussuoso rispetto alle 301 coupé CR. La 301 CR fu prodotta solamente per un anno, fino all'agosto 1934 e così pure le versioni LR.
Dal mese di settembre del 1934 fu introdotta la 301 D, sicuramente la 301 più originale, grazie alla carrozzeria molto arrotondata e profilata e con i fari anteriori molto ravvicinati tra loro al centro del muso. La 301 D era disponibile in tutte le versioni prevsite in precedenza per le 301 C e CR. Tuttavia non furono più prodotte le versioni roadster, familiale e autocarro. La 301 D fu prodotta fino al mese di settembre del 1936, ma gli ultimi esemplari furono venduti solo all'inizio dell'anno seguente.
Durante l'intero arco di produzione, la 301 mantenne uno e un solo propulsore per tutte le versioni, ossia un 4 cilindri da 1465 cm³ in grado di erogare 35 CV di potenza massima a 4000 giri/min. La velocità massima raggiungibile variava tra gli 80 e i 100 km/h. Le versioni autocarro non superavano i 70 orari.

## Versioni prodotte
La Peugeot 301 fu prodotta complessivamente in 70.497 esemplari tra il 1932 e il 1936. I modelli prodotti erano svariati e divisi per serie.

### 301 C
Prodotta in 20.729 esemplari tra il marzo 1932 e l'agosto 1933, la 301 C mostrava i primi segni di quella corsa all'aerodinamicità delle forme. Era quindi caratterizzata da spigoli molto arrotondati. Le versioni disponibili erano:
- Limousine: corpo vettura a 4 posti con 4 porte e 6 finestrini laterali e disponibile in 4 sottoversioni.
- Berlina: corpo vettura a 4 posti con 4 porte e 4 finestrini laterali, disponibile in versione base, lusso e gran lusso.
- Coupé: corpo vettura a 4 posti con 2 porte e 4 finestrini laterali.
- Cabriolet: corpo vettura a 4 posti con 2 porte e 2 finestrini laterali.
- Roadster: corpo vettura a 2 posti con 2 porte e nessun finestrino laterale.

### 301 M e 301 L

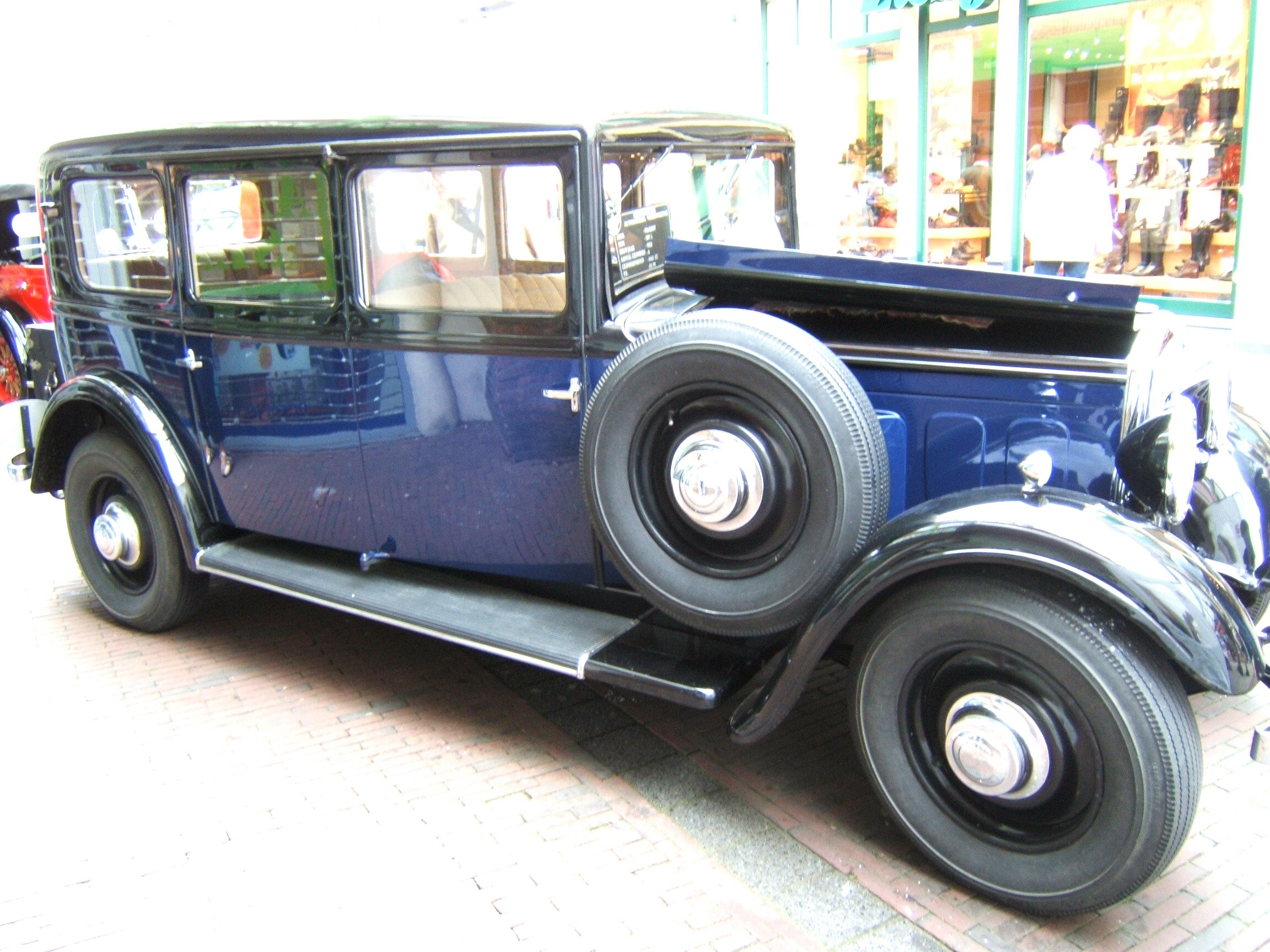
Peugeot 301 L

Prodotte complessivamente in 1287 esemplari, erano le versioni "spaziose" della 301 C, disponibili sia per trasporto persone che per trasporto merci.
- Familiare: carrozzeria limousine a 7 posti, 4 porte e 6 finestrini laterali. Vettura pensata per il trasporto di persone.
- Commerciale: carrozzeria limousine a 6 posti, 5 porte e 6 finestrini posteriori.

### 301 T

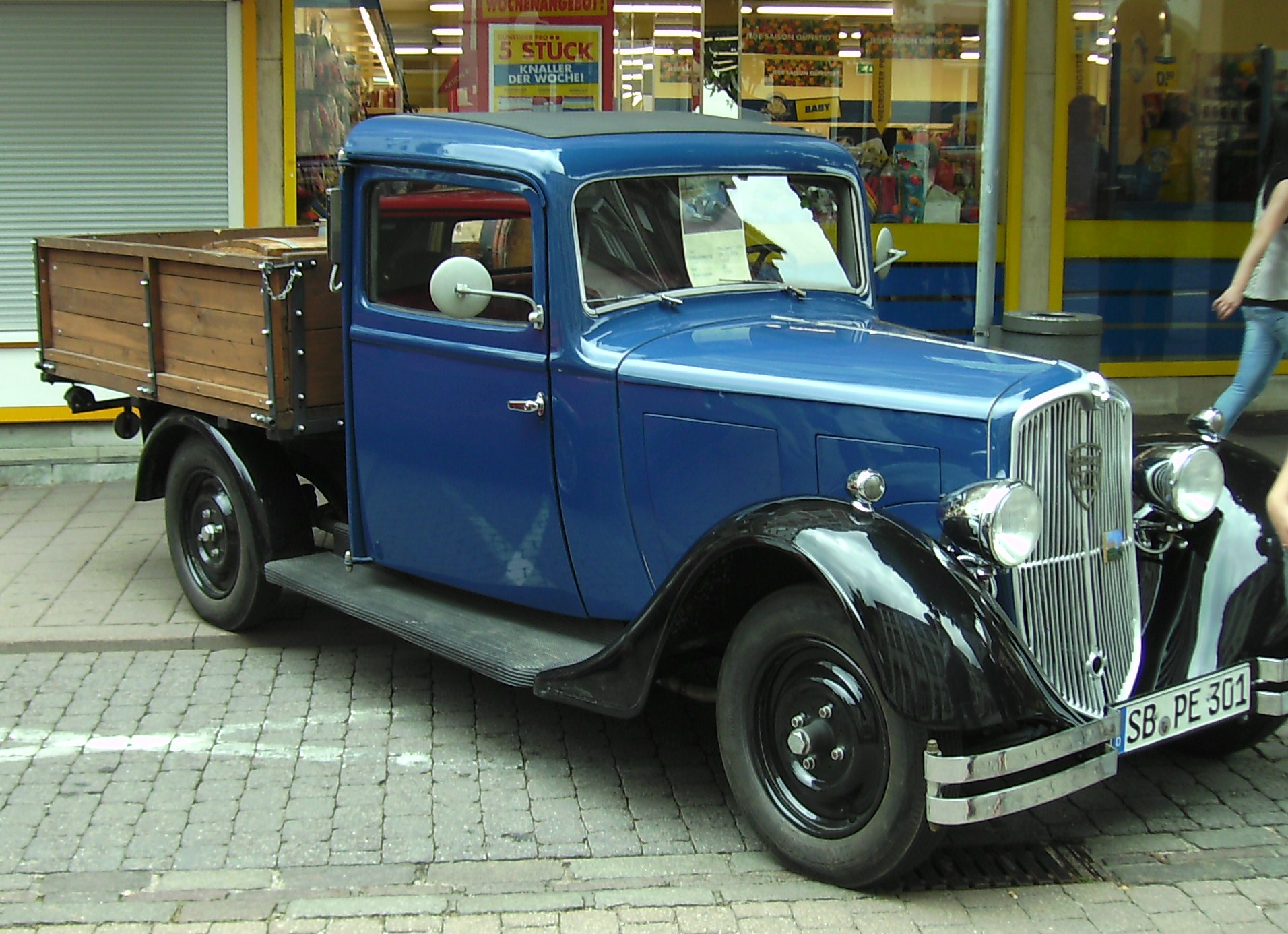
Peugeot 301 T

Erano le versioni autocarro, dotate di un ampio cassone posteriore per il trasporto merci. Furono prodotte in 1185 esemplari.

### 301 CR

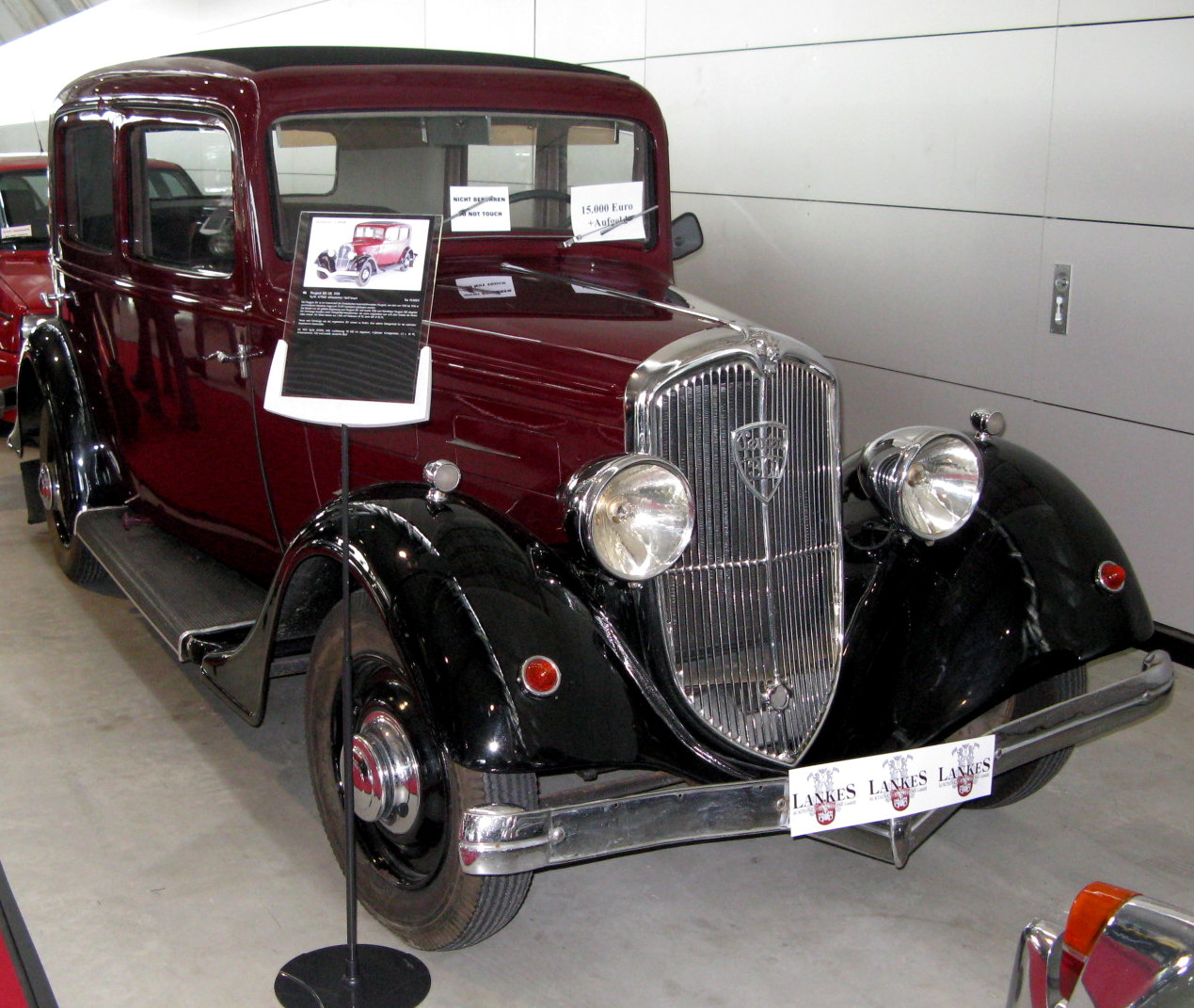
Peugeot 301 CR

Prodotta in 12.578 esemplari, era la nuova serie di 301 che andava a sostituire la C. Rispetto a quest'ultima, la CR era caratterizzata da linee più morbide, l'accenno di aerodinamicità presente sulla 301 C si fece ora più deciso. Mutò anche il disegno delle alette di raffreddamento del vano motore. La 301 CR era disponibile come:
- Berlina: corpo vettura a 4 posti, con 4 porte e 4 finestrini laterali, disponibile in versione base, lusso, turismo-lusso e lusso con carrozzeria aerodinamica.
- Coupé: corpo vettura a 4 posti con 2 porte, disponibile sia a 2 che a 4 finestrini laterali.
- Cabriolet: corpo vettura a 4 posti con 2 porte, disponibile ia a 2 che a 4 finestrini laterali e in versione classica o con carrozzeria aerodinamica.
- Roadster: corpo vettura a 2 posti con 2 porte e nessun finestrino laterale.

### 301 LR
Prodotta in 4660 esemplari, fu il ramo di lusso della serie CR. Era disponibile come:
- Familiale: corpo vettura limousine a 7 posti con 4 porte e 6 finestrini laterali.
- Commerciale: corpo vettura limousine a 7 posti con 5 porte (compreso il portellone posteriore) e 6 finestrini laterali.
- Berlina profilata: corpo vettura aerodinamico a 4 posti, 4 porte e 4 finestrini laterali.
- Coupé profilata: corpo vettura aerodinamico a 4 posti, 2 porte e 4 finestrini laterali.

### 301 D

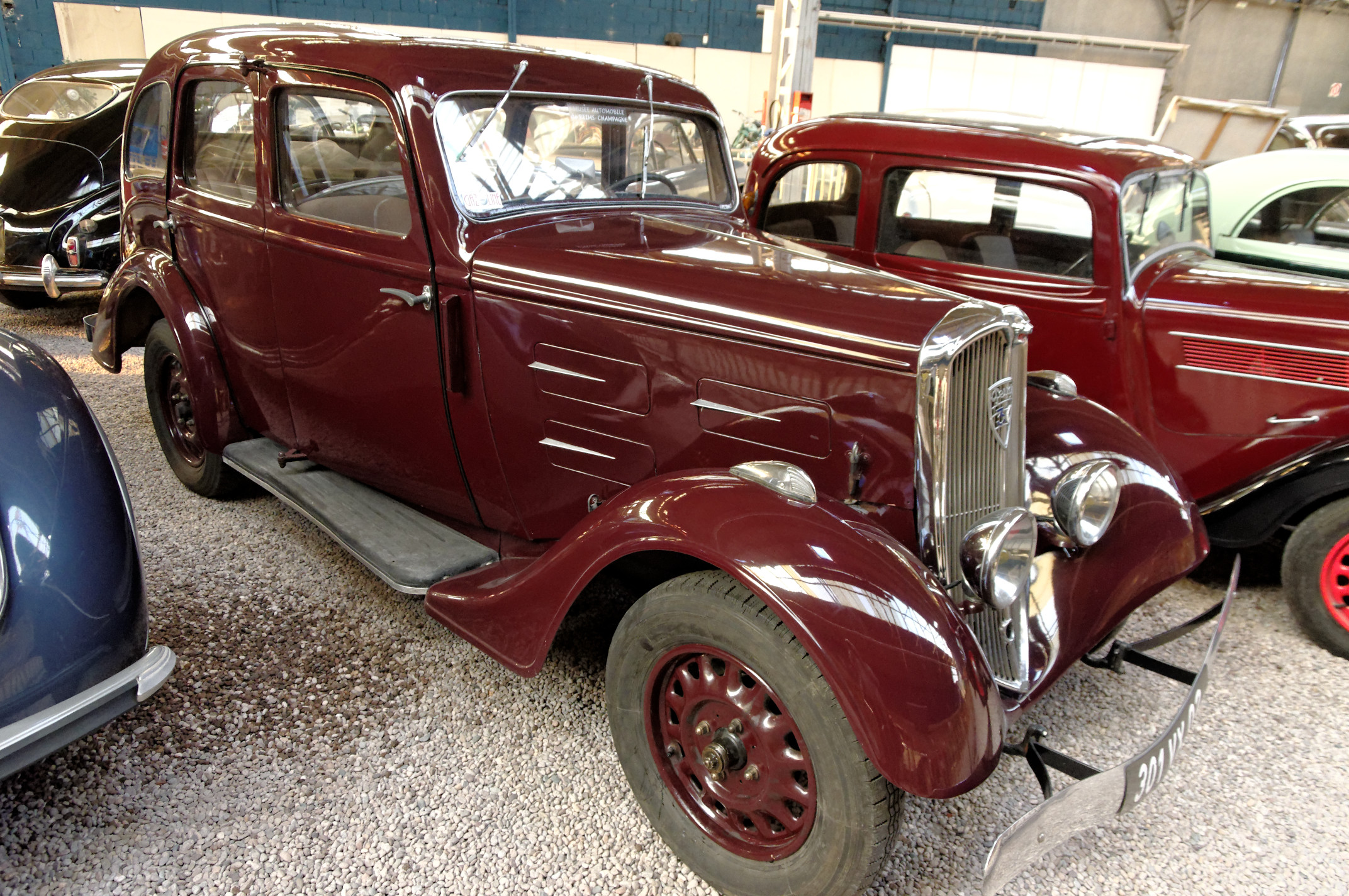
Peugeot 301 D

Prodotta in 30.058 esemplari, fu la serie di 301 dalle forme più aerodinamiche mai prodotta. Era disponibile come:
- Limousine: corpo vettura a 4 posti con 4 porte e 6 finestrini laterali, disponibile in un'unica versione.
- Berlina: corpo vettura a 4 posti, con 5 porte e 4 finestrini laterali, disponibile in un'unica versione.
- Berlina commerciale:corpo vettura a 2 posti, con 5 porte (compreso il portellone posteriore) e 4 finestrini laterali, disponibile in un'unica versione
- Coupé: corpo vettura a 4 posti con 2 porte e con 2 finestrini laterali.
- Cabriolet: corpo vettura a 4 posti con 2 porte e 2 finestrini laterali.

### 301 Eclipse

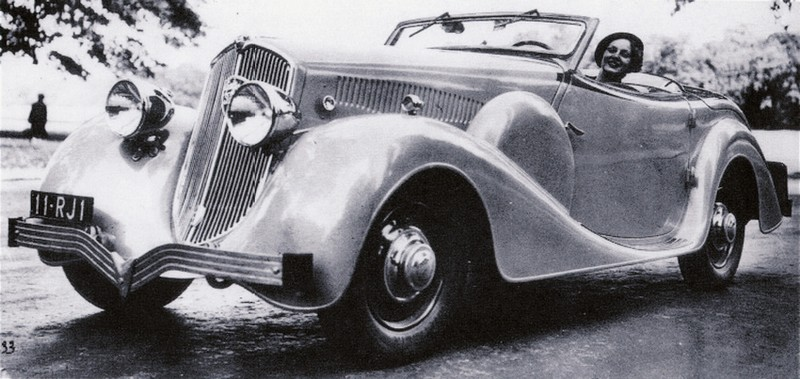
Peugeot 301 Eclipse

Era una versione speciale, prodotta in pochissimi esemplari, e caratterizzata, per la prima volta su un'automobile, da un tettuccio in metallo ripiegabile. È l'antenata delle attuali vetture in configurazione coupé-cabriolet.